# Željko Kalac
Željko Kalac (født 16. december 1972 i Sydney) er en tidligere australsk fodboldspiller. Den 2.02 meter lange målmand startede karrieren hjemme i Australien i Sydney United. Efter at have spillet både i U17-VM i 1989 og junior-VM i 1992, kom debuten på seniorlandsholdet mod Malaysia samme år.

## England
Efter flere sæsoner i Sydney United valgte Edderkoppen, et tilnavn han har fået på grund af sin størrelse og store rækkevidte, at rejse til Europa i 1995. Første stop var England og Leicester City. Men opholdet i England blev ikke så succesrigt og dermed kortvarigt. Kalac valgte derfor at rejse tilbage til sin hjemlub i Australien.

## Holland og Italien
I 1998 prøvede den store målmand lykken i Europa igen. Denne gang havnede han i Roda i Holland. Der viste Kalac sig fra sin stærkeste side, og var blandt andet med til at sende Roda helt til 8. delsfinalen i UEFA-cupen i 2002. Den stærke indsats i Holland førte til interesse fra andre klubber, og sommeren 2002 blev han hentet til Perugia og serie A-spil. Kalac blev Perugias førstemålmand, men kunne ikke forhindre at holdet rykkede ned i Serie B. Endnu værre gik det sæsonen efter da klubben forsvandt ned til Serie C1. Dermed var det klart for et nyt klubskifte for den nu kontraktsløse Kalac.
Australieren trængte til en ny klub, og Milan trængte en ny reservemålmand bag førstevalget Dida. Dermed blev Kalac hentet af Milan på en treårskontrakt sommeren 2005. I sin første sæson i klubben fik han 7 kampe med sig. Debuten kom i Coppa Italia da Milan besejrede Brescia med 3-1. I sin ligadebut for holdet, holdt han nullet da Milan tog en stærk 2-0 sejr ude mod Palermo. Han skiftede i 2009 til Kavala FC i Grækenland, men stoppede karrieren i 2010.

## Landsholdet
Željko Kalac blev udtaget til Australiens trup til verdensmesterskabet i Tyskland sommeren 2006, som reservemålmand bag Mark Schwarzer. Kalac fik chancen i den sidste gruppespilskamp, men var uheldig og udygtig da han lod et svagt skud gå ind i kampen mod Kroatien. Droppet fik dog konsekvenser for Australiens videre deltagelse. Denne kamp blev Kalacs næstsidste landskamp da han valgte at afslutte landsholdskarrieren mod Paraguay 7. oktober. Gennem sine 14 år på landsholdet fik han 54 landskampe på cv'et.